# Aristolochiazuur
Aristolochiazuur is een kankerverwekkende stof, die in planten van de pijpbloemfamilie, onder andere in sommige soorten uit het geslacht Asarum voorkomt. Aristolochiazuur is in wezen een mengsel dat bestaat uit gelijke delen aristolochiazuur I en aristolochiazuur II.
Naast de kankerverwekkendheid is de stof ook sterk nefrotoxisch (nierbeschadigend). Ondanks deze goed gedocumenteerde gevaren wordt aristolochiazuur soms  aangetroffen in afslankmiddelen.
Aristolochiaplanten worden soms aangetroffen in Chinese kruidenmengsels.
In 1992 werd de invoer van Aristolochia in Europa verboden en in 2002, werd in het Nederlandse Warenwetbesluit Kruidenpreparaten bepaald dat planten met aristolochiazuur niet meer in kruidenmiddelen mogen worden gebruikt. Ook in België zijn dergelijke planten verboden.